# Caulònia
Caulònia (grec antic: Καυλωνία, Caulonia) fou una ciutat de la costa est del Brútium situada entre Locres i el golf d'Escilaceu, a la costa italiana de la mar Jònica.
Tots els autors antics diuen que era una colònia grega d'origen aqueu. Estrabó i Pausànies diuen que va ser fundada pels aqueus que hi van arribar directament del Peloponnès, i Pausànies fins i tot dona el nom del cap que els dirigia, Tifó d'Ègion, a l'Acaia. Esteve de Bizanci i els Iambes al Rei Nicomedes diuen que era una colònia de Crotona. Sembla que en realitat els primers habitants provenien de les dues ciutats. Virgili la menciona a l'Eneida com si ja existís en temps de la guerra de Troia, però és una llicència poètica. El Periple de Pseudo-Escílax i Polibi diuen que era una de les ciutats gregues més importants d'aquella part de la costa italiana.
Es diu que el seu nom original era Aulònia (Αὐλωνία) perquè era situada en una vall fonda (grec αὐλών "aulon") però immediatament devia agafar el de Caulònia, ja que és l'únic nom que apareix a les monedes, algunes de molt antigues.
Hi ha molt poca informació dels primers temps de la ciutat, però segons Polibi va patir desordres després de l'expulsió dels pitagòrics de Crotona i durant un temps hi va haver conflictes civils. Es diu (Porfiri) que el mateix Pitàgores va buscar refugi a la ciutat en ser expulsat de Crotona. Finalment Caulònia, Crotona i Síbaris van formar una Lliga i van fundar el temple de Zeus Homòrios com a lloc comú de reunió i deliberacions, però la lliga no va durar. Iàmblic de Calcis diu que Caulònia era un dels llocs on la secta dels pitagòrics havia fet grans progressos i que va patir aldarulls quan van suspendre de sobte i amb violència l'agrupació de filòsofs.
No se'n torna a parlar fins al temps en què Dionís el Vell de Siracusa va envair la Magna Grècia amb un gran exèrcit, l'any 389 aC i va assetjar Caulònia. Altres ciutats de la Magna Grècia van anar en el seu ajut encapçalades per Crotona, però Dionís els va derrotar a la vora del riu Heloros o Heleporos, fent una gran matança. La ciutat es va haver de rendir, i Dionís va portar els seus habitants a Siracusa i el seu territori va ser entregat als aliats de Dionís, la ciutat de Locres Epizefiris, segons diu Diodor de Sicília. Caulònia no es va recuperar, però probablement els locris l'havien repoblat, ja que quan Dionís el Jove va saber que Dió de Siracusa havia desembarcat a Sicília, es trobava a Caulònia, segons Plutarc.
Durant la guerra entre Pirros i Roma, la ciutat va ser ocupada per un cos de mercenaris campanis al servei dels romans que la van destruir completament. Els seus habitants sembla que van fugir a Sicília.
A la Segona Guerra Púnica tornava a ser habitada i es va declarar favorable a Hanníbal. Roma, amb auxiliars de Rhegium van tractar d'ocupar-la però Hanníbal va arribar a temps i va aixecar el setge, segons Titus Livi. No se sap quan va caure en mans dels romans, però lògicament devia ser al mateix temps que la resta del Brútium, i segurament, castigada com altres ciutats, va quedar deserta. Estrabó diu que al seu temps estava gairebé deshabitada, i encara que Pomponi Mela en menciona el nom, Plini el Vell només parla de les "vestigia oppidi Caulonis" (vestigis de la ciutat de Caulònia) i Claudi Ptolemeu no en parla. Devia continuar existint més o menys habitada, perquè es troba a la Taula de Peutinger.
Podria ser l'actual Castel Vetere o bé Alaro, però la seva situació exacta no es coneix.